# キセルガイ
キセルガイ（煙管貝）は、腹足綱有肺目キセルガイ科 Clausiliidae に分類される巻貝の総称。陸生の貝類で、いわゆるカタツムリやナメクジと同じ仲間である。地域によっては木の幹、落ち葉の下、岩陰などに普通に生息する。

## 概要
一般に殻は細長く、巻貝としては珍しく大部分が左巻きであるが、最大の特徴は殻口の内奥部に閉弁（へいべん : Clausilium）と呼ばれる開閉式の跳ね板状の構造を持つことにある。科の学名 "Clausiliidae" や英名 "Door snail" もこれに因む。日本名は形が喫煙用具の煙管（きせる）に似ていることによる。中国名も「煙管蝸牛」もしくは「烟管螺」や「煙管螺」という。
ユーラシアと南米を中心におよそ1500種ほどが知られ、さらにその下には多くの亜種も記載されており、陸産貝類としては比較的種数の多い科の一つである。日本にはアジアギセル亜科に属する200種近くが生息するが、狭い地域や島嶼の固有種も多く、環境省や各県のレッドリストに挙げられている種も少なくない。

## 分布
世界での生息域は大きく3つに分かれており、
- 1）ヨーロッパから西アジアにかけての温帯
- 2）東アジア-東南アジアの温帯・熱帯
- 3）西インド諸島-南米大陸北西部

の3地域に分布の中心がある。
これらの地域では種数も多く、しばしば個体数も多い。これに対し、アフリカ大陸では極く限られた地域から僅かな種類が知られるのみで、北米大陸やオセアニアなどには全く生息しない。
移動力が非常に小さいため、分布域では地域ごとの種分化が著しく、それほど大きくない島の内部でさえ種分化が起こっている例もある。
日本では前述の通り200種近くが知られ、地域ごとに異なる種や亜種が生息しているが、北日本には少なく、西日本から南西諸島にかけて多くの種が知られる。キセルガイ科の世界最大種とされるオオギセルは関東西部から四国にかけて生息する。

## 形態

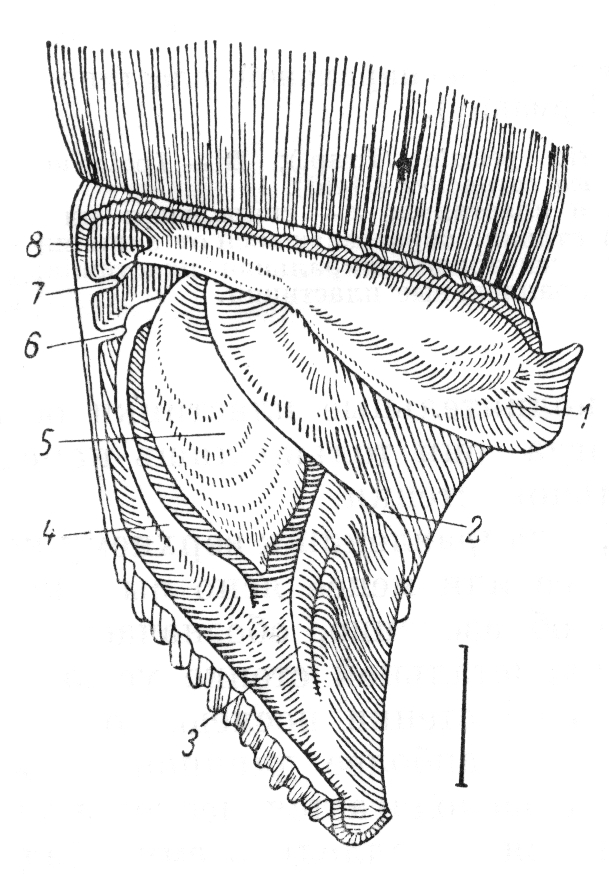
外唇を切り取って左側から見たフタヒダギセルの殻内構造
1 - 上板 （じょうばん）
2 - 下板 （かばん）
3 - 下軸板 （かじくばん）
4 - 月状襞 （げつじょうへき）
5 - 閉弁 （へいべん）
6 - 上腔襞 （じょうこうへき）
7 - 主襞 （しゅへき）
8 - 螺状板 （らじょうばん）

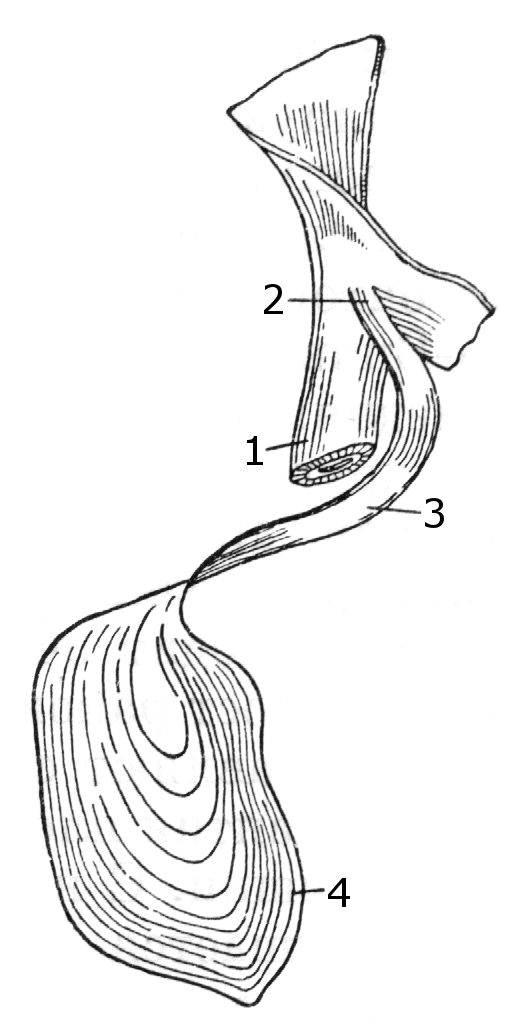
オーストリアギセルの閉弁）
1 - 殻軸
2 - 柄の付着部
3 - 柄
4 - 閉弁

殻は多少なりとも細長く、大部分の種は左巻きである。成長とともに次第に太くなるが、成貝では口の直前でやや細まるものが多い。完全に成長すると殻口が反り返り、入り口から内部にかけて複雑な隆起を生じる（後述）。殻の表面は滑らかで光沢のあるものから、縦の条刻をもつものまで様々あるが、螺状の彫刻はほとんど見られない。殻色も白色のものから淡褐色-濃褐色のものまで様々であるが、大部分が褐色系の単色で、明瞭な斑紋をもつものはほとんどない。大きさは殻高が1cm未満の種から5cm以上に及ぶオオギセル Megalophaedusa martensi まで変化があるが、多くは1-4cmの範囲である。
成貝では殻口が厚くなると同時に内面に複雑な構造を形成し、属や種ごとに異なった特徴を示すため分類や同定の際にも非常に重要視される。したがって殻口が薄く単純な幼貝での同定は一般に困難なことが多い。これらの構造にはそれぞれ呼称があり、内唇から軸唇にかけて見られるレール状の隆起は「～板」（ラメラ：lamella：複 -ae）、外唇内面にある隆起は「腔襞」（プリカ：palatal plica：複 -ae）、科の最大の特徴である跳ね板状の構造は閉弁（へいべん : clausilium）と呼ばれる。さらに～板と腔襞は複数あるため、そのそれぞれにも呼称がある。これらの呼称はいずれもラテン語あるいは英語の和訳である。
「～板」は殻口縁まで達しているものが多く、殻口上部の内唇に上板（じょうばん：superior lamella 図の1）があり、そのやや下方に下板（かばん：inferior lamella 図の2）が、さらに下方に殻軸に巻き付いたように下軸板（かじくばん：subcolumellar lamella 図の3）があるのが普通で、上板のその奥にある螺状板（らじょうばん：Lamella spiralis 図の8）に近接するか、時に連結する。これらのうち、下板と下軸板は時に発達が弱く殻口から見えないことも多いが、上板はほとんどの種でよく発達しており、後述の主襞との間に空隙をつくって呼吸孔が押しつぶされないように保持している。なお一部の種の口縁にはこれら各板とは別に、襞状、しわ状、こぶ状、その他の彫刻・構造がある場合もあるが特別の呼称はない。
腔襞は内部にあって主襞以外は殻口から見えないことが多く、殻を光に透かしたり、表面を削ったり、あるいは殻を破壊して観察される。腔襞のうち最もよく発達するのは殻の螺旋とほぼ平行にレール状に伸びる主襞（しゅへき：principal plica 図の7）で、時に殻口付近まで伸びることもある。下方にも主襞より短い腔襞が数個並ぶことも多く、その中で最上部にあるものを上腔襞（じょうこうへき：upper palatal plica 図の6）と呼ぶ。腔襞の位置には縦にノの字型に伸びる月状襞（げつじょうへき：lunella 図の4）がある場合も多いが、月状襞の一部が枝分かれして「λ」型になるものや、月状襞の上下に腔襞が付いて「エ」型になるもの、その他様々なものがある。また、主襞より上の縫合に近い部分にも短い腔襞があることもあり、これは縫合襞（ほうごうへき：sutural plica(e)）と呼ばれる。
閉弁（へいべん：Clausilium）は殻の一部が伸びて先端がスプーン状になった跳ね板扉状の構造で、上述の板や襞のような構造は他の科にもしばしば見られるが、閉弁は他に全く類を見ない極めて特殊なものである。その柄の付け根は殻口構造の中でも一番奥に位置しており、細い柄は螺旋状曲がりながら伸びて月状襞（もしくは下腔襞）の位置近くで急に下方に折れ曲がって閉弁を形成する。弁の形は丸みを帯びた平行四角形のことが多いが、これは殻の螺旋の断面がほぼそのような形になっているためである。ときに閉弁の先端部に切れ込みや刺状突起をもつ種類もある。螺旋状の柄には弾力があり、これをバネとして閉弁が跳ね板式の扉のように機能し、軟体部が殻の奥に引っ込むと自動的に閉まって外敵の侵入を阻み、貝が活動するために再び内部から出るときは、軟体に押されて殻の内壁にぴったりと押し付けられる。そのため弁は殻の内壁に沿った形に湾曲している。
軟体部はいわゆる普通のカタツムリと同様で、頭部には眼のある2本の大触角と、その下前方にちいさい2本の小触角とがある。雌雄同体のため同一個体が雌雄の生殖器をもち、大部分の主が左巻なので生殖孔も頭部の左側に開口する。生殖孔はすぐ内部で雌雄の二道に分かれており、雄性部には陰茎や陰茎牽引筋あり、時に盲管（ penial caecum ）や鞭状器（ flagellum ）と呼ばれるものが付属することもある。雌性部の最端部は膣で、その奥に長い柄をもった交尾嚢が付属しており、交尾嚢の柄はその途中に長い盲管を派生しているのが普通である。これらの付属器官の有無や各器官の長短、雄性部の内部構造などの生殖器端部の特徴も分類上重要視される。

## 生態

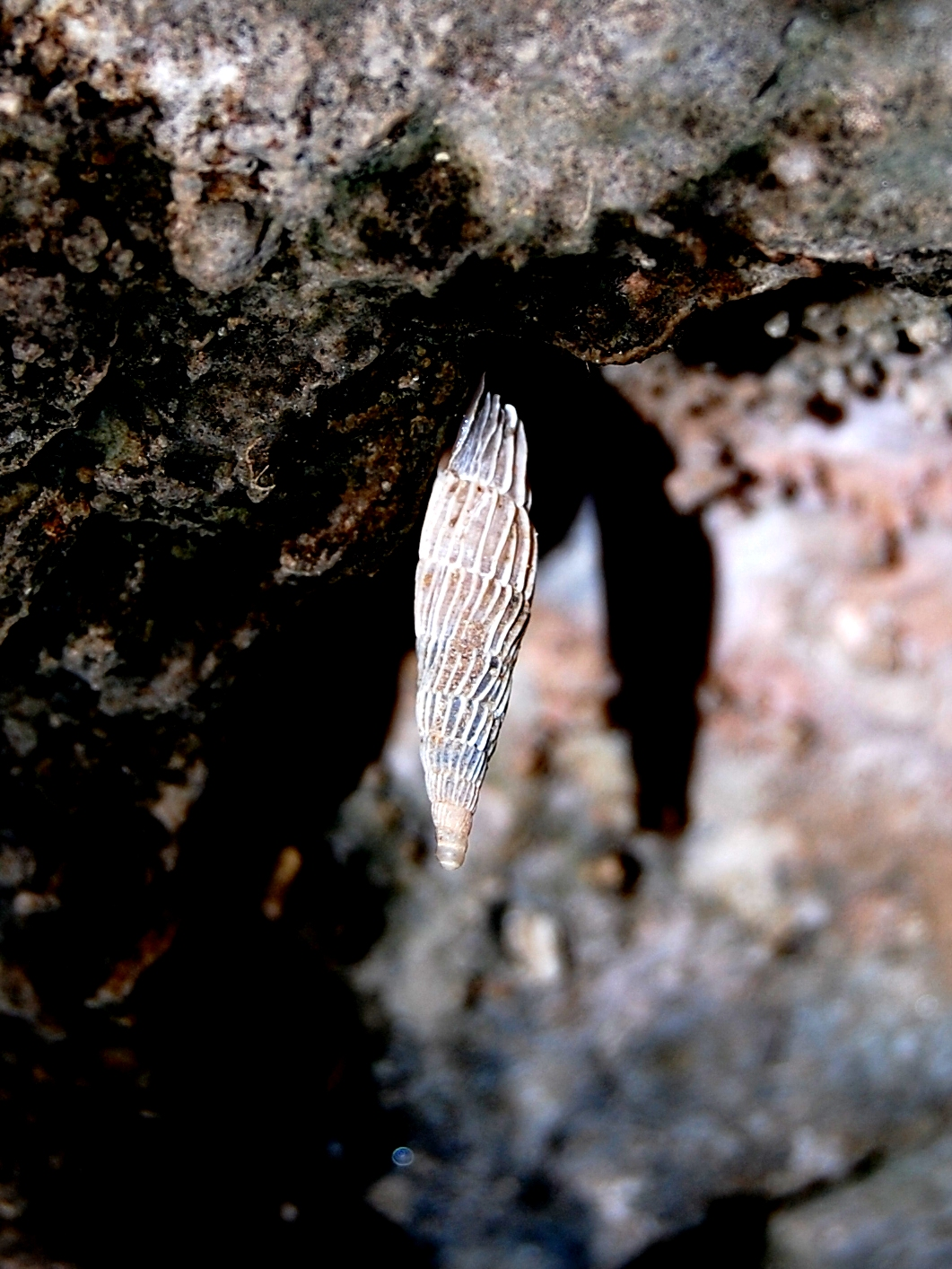
石灰岩の隙間で生活する Siciliaria crassicostata （シチリア・コファノ山自然保護区）

体のわりに殻が大きく重いため活動は活発ではなく、殻を引きずるようにして移動し、一般的なカタツムリに比べても非活動的である。生息環境は種ごとに異なっており、落葉下や朽木の周辺、ガレ場の石礫間、岩の表面や裏側などのほか、石灰岩地に特有のものや、一生のほとんどを樹幹で過ごすもの、洞穴周辺のみに生息する種などもある。温帯の種では冬季は冬眠するのが一般的で地中海地方などでは夏季に夏眠するものもある。
餌は基本的に植物質のものであるが、生のものはほとんど食べず、落ち葉、樹皮、朽木、あるいはそれらの表面に発生した藻類や菌類なども食べている。またセルロースを分解できることから紙類も食べることがある。寿命は長いものが多く、ほとんどの種は数年、あるいは10年以上の寿命があると考えられている。年を経た個体では殻の背面が緑色に苔生し、腹面はわずかな摩擦の繰り返しの末に擦り減っているものもある。

### 繁殖
雌雄同体であるが、普通は別の個体と交尾することで遺伝子交換を行う。多くは卵胎生で稚貝を直接産むが、一部に卵生のものもある。卵は親貝の大きさからすると比較的大型の楕球形で、普通は炭酸カルシウムの硬い卵殻を持たないため半透明白色で弾力がある。唯一黒海東部沿岸地域に産する Pontophaedusa funiculum のみが他のカタツムリ類と同様に卵殻をもった卵を産む種として知られる。
稚貝は2-3巻きの殻をもった姿で産出もしくは孵化し、親同様に匍匐しながら餌を食べて成長するが、殻の巻き数が少なく、成貝になるまで殻口の歯や閉弁も形成されないため、外見は成貝とはやや異なっている。

### 天敵
捕食者としてはネズミなどの小型哺乳類、鳥類、甲虫類、コウガイビルなどが知られる。これらは殻を割ったり、殻口付近から軟体部を捕食したりするが、特異な例としては地中海地方のホタルモドキ科の Drilus 属の幼虫が、夏眠中のアオギセル類（Albinaria 属）の殻に穿孔して捕食することが知られている。同地方では暑く乾燥しがちな夏の間、岩の表面で生活するアオギセル類は殻口を岩に固着させて夏眠するが、Drilus 属の幼虫は貝殻に楕円形の穴を穿って侵入し、軟体を捕食すると再び別の脱出口を穿って脱出する。

## 分類

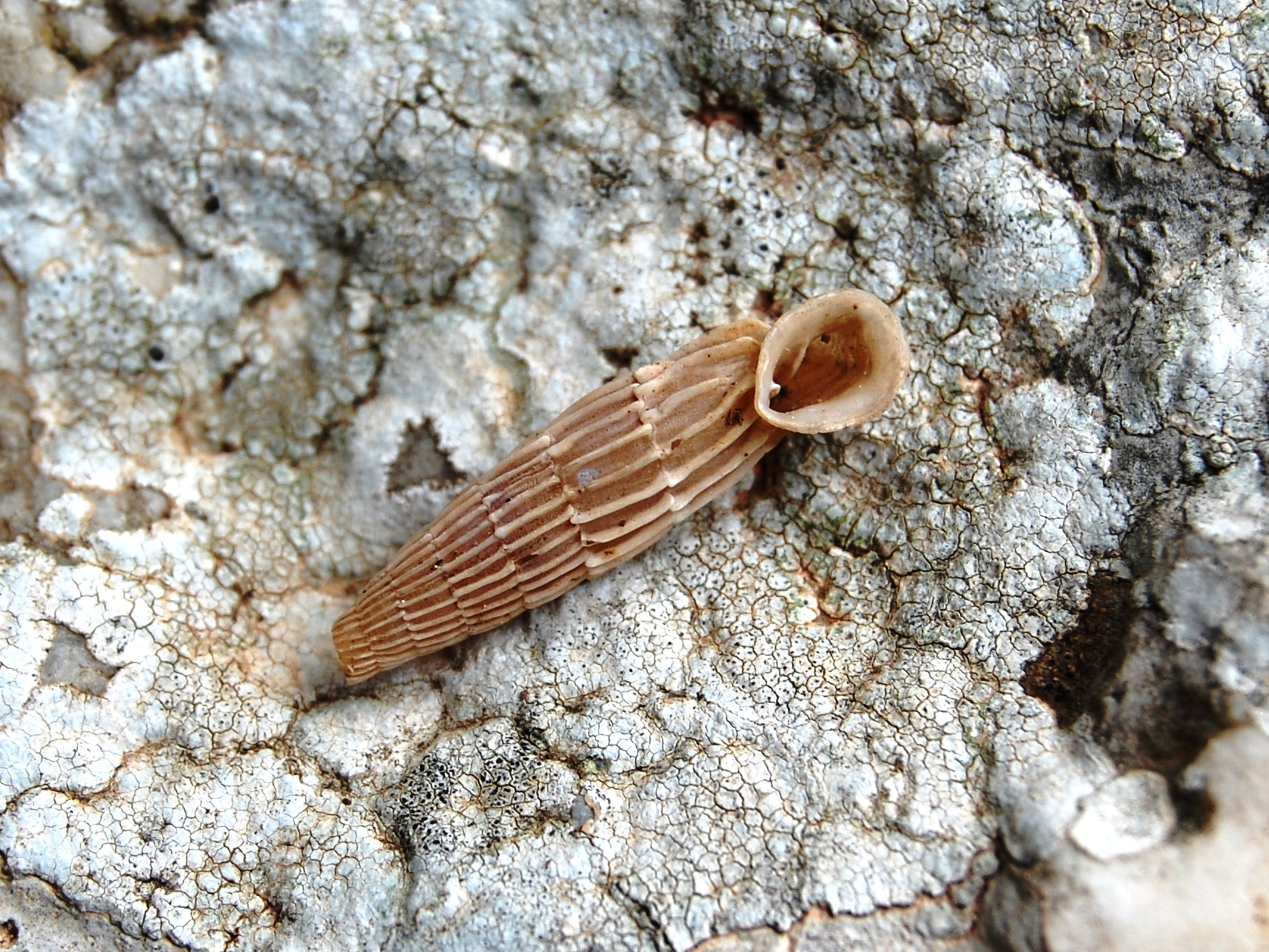
Alopiinae亜科
Siciliaria crassicostata（シチリア・コファノ山自然保護区）

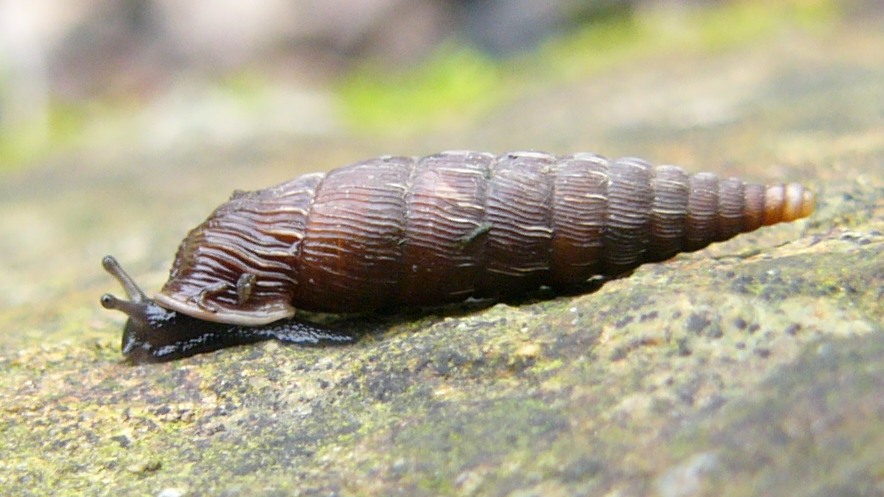
Baleinae亜科
Laciniaria plicata （チェコ・オロモウツ）

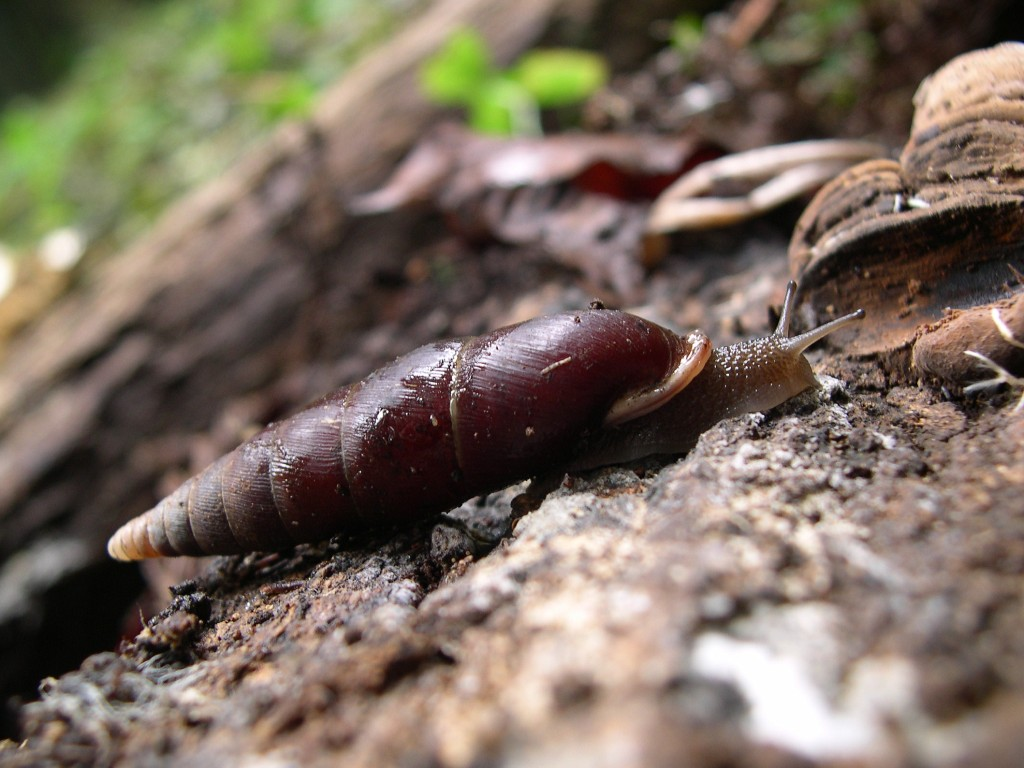
アジアギセル亜科
オオギセル（浜松市）

世界のキセルガイ類を総説したNordsieck (2007)は下記の11亜科に分類しており、そのうちの2亜科は化石のみが知られる亜科のため、現生種は9亜科に分けられる。付記された分布や属や種の数は凡そのもので、更にこれらの下には非常に多くの亜属や亜種が記載されている。ただしキセルガイ科は地理的な変異が大きく、それぞれの属・亜属、あるいは種・亜種をどう扱うかは研究者によりしばしば異なることや、アジアや南米に分布するものでは調査研究が不十分な面があるため、今後も属・種の追加や分類の変更が多くあることが予想される。ウィキスピーシーズも参照のこと。
※以下はNordsieck (2007)による亜科の分類。「†」印は化石のみで知られる亜科。
Alopiinae A.J.Wagner, 1913　
中新世-現生。19属360種以上。欧州の地中海中東部沿岸を中心に分布し、一部は西アジアやアフリカにも分布する。
Baleinae A.J.Wagner, 1913
中新世-現生。南東欧が分布の中心で、一部は中近東まで及ぶ。南大西洋の孤島群のトリスタン・ダ・クーニャにも生息する。約11属75種。そのうち3種は絶滅種。
Clausiliinae J.E.Gray,1855
漸新世-現生。欧州中央部に分布。欧州北部や地中海地方などには分布しない。約16属60種以上。そのうち6属33種は絶滅種。
†Constrictinae H.Nordsieck, 1981
漸新世-鮮新世の化石亜科。欧州から2属6種が知られる。
Garnieriinae C.Boettger, 1926
現生種のみが知られる。東南アジア（ビルマ・ベトナム・中国南部など）に分布。6属25種以上。
†Eualopiinae H.Nordsieck, 1978
白亜紀後期（マストリヒチアン期）-中新世中期の化石亜科。欧州から9属32種+所属不明の1種が知られる。
Laminiferinae Wenz, 1923
暁新世後期-現生。南西欧（ピレネー山脈）に分布。7属24種。そのうち5属22種は絶滅種。
Mentissoideinae Lindholm, 1924
中新世-現生。欧州、アジア西部、アラビア半島、東アフリカ、南アフリカ（ナタール）などに分布。約25属118種が知られ、そのうち1属2種は中新世の化石種。
Neniinae Wenz,1923
現生種のみが知られる。西インド諸島から南米大陸西部にかけて分布。アルゼンチン北西部が南限。約28属140種以上。
Phaedusinae A.J.Wagner, 1922　アジアギセル亜科
現生種のみが知られる。東アジア-東南アジアに分布する。約41属500種以上で未記載種も多いとされる。日本産の種はすべてこの亜科に含まれる。
Serrulininae Ehrmann, 1927
中新生-現生。南東欧-中近東（イラン北部）に分布。約18属56種。そのうち4属35種は絶滅種。

## 人との関わり

### 民間薬

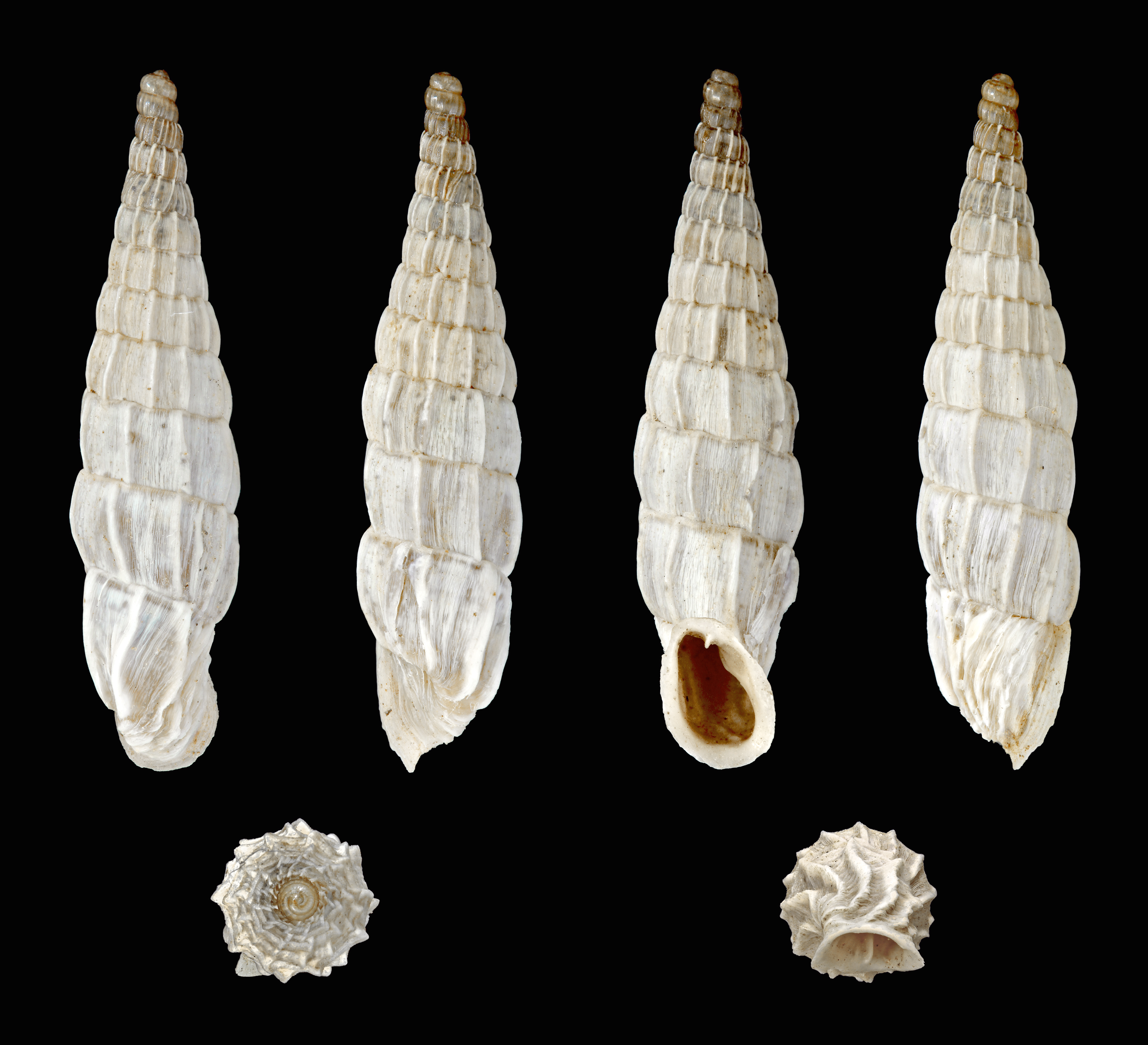
Albinaria 属の一種ヒダトリアオギセル（クレタ島産：殻高19mm）

それほど大きくないことから恒常的な食用などに用いられることもなく、一般的なカタツムリに比べれば人との関わりは多くはないが、民間療法に用いられる例がある。
日本では福島県郡山地方などで「カンニャボ」と呼ばれ、肝臓の薬としてキセルガイ類のエキスや粉末などが販売されている。原料となるのは同地方に普通のナミコギセルやヒカリギセルなどであるが、業者の一部はそれを「ツメキセル貝」と呼ぶ場合もある。ただし標準和名のツメギセルは関東南部から静岡県にかけてのみ分布する全くの別種である。
またキセルガイ類が多産するギリシャのクレタ島では、過去にアオギセル類（Albinaria属）が出血の治療に用いられたとされ、貝類研究者のWelter-Schultesは、クレタ島で出会った古老の何人かは今でもその方法を知っていたと述べている。

### 信仰
日本の九州地方とその周辺にはキセルガイ信仰がある。
これは神社の大木の樹幹などに生息するシーボルトコギセルやギュリキギセルなどを信仰対象としている。これらの貝は乾燥や飢餓に比較的強く、殻内に入ったまま長期間（数ヶ月以上）生存するため、旅や出征に赴く際に神社の樹から採ってお守りとして持ち歩き、無事帰還したときに再び神社の木に戻すことなどが行われた。同様の信仰のある山口県下関市一の宮の住吉神社では、シーボルトコギセルを象ったお守りも販売されていた。
さらに熊本県などではキセルガイを「夜泣き貝」といって、子供の夜泣きにも効くとされ、夜泣きする子の枕下に貝を入れ、治れば元の樹に戻すという信仰があったという。
また、東京都府中市の大國魂神社では、境内にある大イチョウの根元に生息するキセルガイを煎じて飲めば母乳の出がよくなるという信仰があった。イチョウは大木になると気根が垂れるため母乳信仰の対象となることがあるが、この神社ではそこにキセルガイが生息していたことで母乳と貝が関連付けられた可能性もある。